# Règle d'or
Pour les articles homonymes, voir Règle d'or (homonymie).

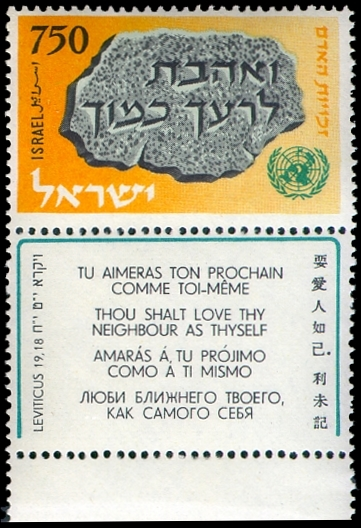
« Tu aimeras ton prochain comme toi-même » en différentes langues - timbre israélien de 1958 en l'honneur du 10e anniversaire de l'adoption de la Déclaration universelle des droits de l'homme par l'ONU en 1948

La Règle d'or est une éthique de réciprocité dont le principe fondamental est énoncé dans presque toutes les grandes religions et cultures : « Traite les autres comme tu voudrais être traité » ou « Ne fais pas aux autres ce que tu ne voudrais pas qu'on te fasse ». Cette forme de morale universelle se retrouve aussi bien dans les préceptes philosophiques de l'Égypte antique et de l'Antiquité grecque que dans les religions orientales (hindouisme, bouddhisme, taoïsme, confucianisme...), proche-orientales ou occidentales (judaïsme, christianisme, islam) ou encore dans l'humanisme athée. 
La formulation la plus répandue de la Règle d'or en Occident est « Tu aimeras ton prochain comme toi-même », commandement de la Bible hébraïque (ou Ancien Testament) exprimé dans le Lévitique (Lv 19,18), développé par Hillel et par les milieux pharisiens puis par Jésus de Nazareth, qui le cite (Mt 22 37-40) comme étant l'essence des six commandements du Décalogue qui se rapportent aux relations humaines (Ex 20 12-17).
Cette règle constitue une source d’inspiration essentielle pour l’approfondissement du concept moderne des droits de l'homme.

## Règle de vie

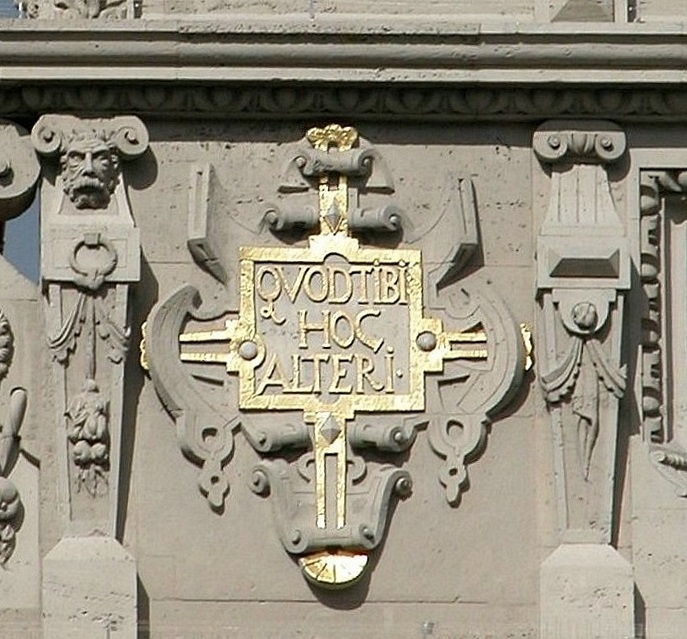
Quod tibi hoc alteri (« Ce qui [est fait] à toi, cela [doit être fait] à l'autre »), inscription sur la façade de la halle aux Draps de Brunswick.

La « Règle d'or » peut se comprendre à plusieurs niveaux :
- Elle peut se limiter à énoncer la règle de base de la morale sociale qu’est la réciprocité, sous la forme d'un simple accord, « ne fais pas ce que tu ne voudrais pas qu’on te fît » (Tb 4 :15).
- Elle peut exprimer une attitude socialement louable, ce qu'est socialement un homme bon, « tout ce que vous voulez que les hommes fassent pour vous, faites-le de même pour eux » (Mt 7 :12).
- Elle peut enfin exprimer que la morale n’est pas nécessairement une contrainte, mais peut être un choix de vie personnel, une attitude active, le choix radical de donner la priorité à « l'amour de l'autre » par rapport à « l'amour de soi » : « tu aimeras ton prochain comme toi-même » (Lévitique 19 :18).

La relation de l'homme à son prochain pose la question de la limite sociale : « Qui est mon prochain ? » (Lc 10:29).
La signification du mot « proche » ou « prochain » n’est pas explicitée dans le commandement du Lévitique. Le terme utilisé provient de la racine רעה. Il signifie proche, ami ou encore l’autre, l’interlocuteur. Cependant, la définition de celui qu'il faut aimer comme soi-même selon le Lévitique s'étend à l'hôte étranger quelques versets plus loin : « Vous traiterez l’étranger en séjour parmi vous comme un indigène du milieu de vous ; vous l’aimerez comme vous-mêmes, car vous avez été étrangers dans le pays d’Égypte. »
Dans le Nouveau Testament, Jésus répond indirectement à cette question par la parabole du Bon Samaritain.

## Formulations religieuses

### Judaïsme: la Règle d'or

« Toute la Torah » selon Hillel : « Ce qui est détestable pour toi, ne le fais pas à ton prochain », en hébreu sur un rouleau de la Torah déployé.

Sous une forme primitive,  « Ne fais aux autres que ce qu'ils t'ont fait », la loi du talion, ordonnée dans le Pentateuque, est une loi de progrès, dans la mesure où elle s'oppose à la vengeance incontrôlée et disproportionnée. La vengeance n'est pas condamnée, mais doit être « juste ».
La Règle d'or élémentaire qui en est le pendant, « Ne fais pas ce que tu ne voudrais pas qu’on te fasse », est une formulation que l'on trouve dans le Livre de Tobie (4:15).
Le judaïsme radical insiste sur le strict respect de la Loi, au point de vouloir « faire une haie autour de la Torah » (Pirké Avot 1,1), pour reprendre une parole du Talmud. La Torah invite cependant en parallèle à dépasser ce principe d'une juste proportion, pour déboucher sur l'idée de l'action dépourvue de toute idée de retour, et guidée par l'altruisme.
Cette prescription est la formulation de référence de ce qu'on appelle « Règle d'or » :
- ואהבת לרעך כמוך, « Tu aimeras ton prochain comme toi-même »  Torah, Lévitique 19:18. (v. 538 av. J.-C.).

La Règle d'or a progressivement pris une importance fondamentale dans le judaïsme. Avant même les enseignements de Jésus de Nazareth, Hillel, au Ier siècle, en fait la source du principe de réciprocité, qui résume toute la Torah, s’il est complété par l’étude. C'est cette règle qui est commentée par Hillel, à un homme qui lui demande de lui expliquer le sens de la Torah, « le temps de rester debout sur un pied » : « Ce que tu ne voudrais pas que l'on te fît, ne l'inflige pas à autrui. C'est là toute la Torah, le reste n'est que commentaire. Maintenant, va et étudie. » 
Rabbi Akiva commente, au IIe siècle, cette Règle d'or : ce « principe de base de la Torah » est la « loi la plus importante », lors de la discussion qui l’oppose à Shimon ben Azzai (en), et compare l’emplacement central de ce précepte — au centre du Lévitique, lui-même au centre des cinq Livres de la Torah — à l’emplacement du Tabernacle au centre du cortège des Hébreux.

### Christianisme

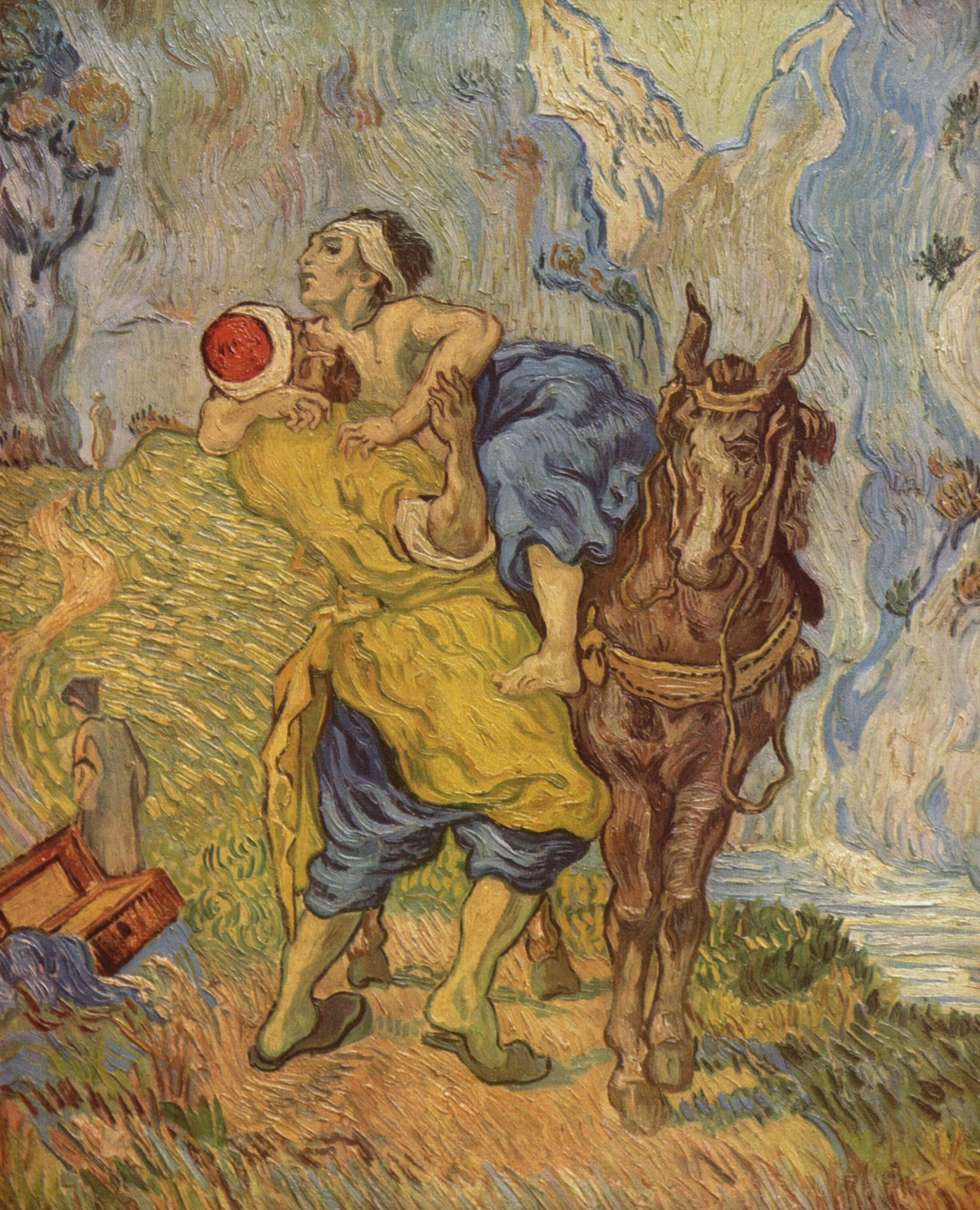
La parabole du bon Samaritain par Vincent van Gogh.

Depuis Origène, la théologie chrétienne interprète le principe de la Règle d'or comme le fondement d'une morale universelle que Dieu destine à l'ensemble de l'humanité.
La Règle d'or est reprise en ces termes dans le Nouveau Testament : « Tout ce que vous voulez que les hommes fassent pour vous, faites-le de même pour eux, car c’est là la loi et les prophètes. » (Matthieu 7:12), et aussi Matthieu 22:39, Luc 6:31, Luc 10:27. Elle est développée par Jésus par la parabole du Bon Samaritain dans l'Évangile selon Luc (6:31), par laquelle il montre que l'amour du « prochain » va au-delà de l'application stricte de la loi, et s'étend à tout homme.
Cette règle constitue la seconde partie du Grand Commandement. L'Épître de Jacques la qualifie de « Loi royale » ou « Loi du Royaume ».
Elle est la base de la vie chrétienne, et Jésus en confirme le caractère nécessaire et suffisant : « Si tu veux entrer dans la vie, applique les commandements » (Mt 19:17).
Au-delà, « si tu veux être parfait » (Mt 19:21), Jésus propose en outre dans son enseignement un christianisme radical pour ses disciples. Dans ce cadre, la règle d'or est complétée par des règles de vie qui visent à refuser l’usage de la violence ; la loi du talion est alors abolie au profit de la non-vengeance, de la non-résistance au méchant :
« Si quelqu'un te frappe sur la joue droite, présente-lui aussi l'autre. Si quelqu'un veut plaider contre toi, et prendre ta tunique, laisse-lui encore ton manteau. Si quelqu'un te force à faire un mille, fais-en deux avec lui. Donne à celui qui te demande, et ne te détourne pas de celui qui veut emprunter de toi. Vous avez appris qu'il a été dit : Tu aimeras ton prochain, et tu haïras ton ennemi. Mais moi, je vous dis : Aimez vos ennemis, bénissez ceux qui vous maudissent, faites du bien à ceux qui vous haïssent, et priez pour ceux qui vous maltraitent et qui vous persécutent, afin que vous soyez fils de votre Père qui est dans les cieux ; car il fait lever son soleil sur les méchants et sur les bons, et il fait pleuvoir sur les justes et sur les injustes. » (Mt 5:39-45)

Ces éléments peuvent être résumés par le « commandement nouveau » (Jean 13:34) de Jésus : 
« Je vous donne un commandement nouveau: Aimez-vous les uns les autres; comme je vous ai aimés, vous aussi, aimez-vous les uns les autres.»
Ici, le référentiel de base n'est plus l'individu à partir duquel ce dernier doit décider de ce qu'il convient de faire, mais le référentiel devient Jésus-Christ. La question n'est plus « Comment puis-je réagir ? », mais « Comment Jésus-Christ aurait réagi à ma place ? ».
Pour ceux qui ne cherchent pas à l'appliquer littéralement, l'esprit de ce principe de non-agression, « Si quelqu'un te frappe sur la joue droite, tends-lui la joue gauche », est un appel à ne pas se mettre au même niveau moral que l'agresseur, mais elle ne prétend pas exclure une auto-défense ou une sanction pénale.

### Islam
La règle d'or n'apparaît pas dans le Coran, mais on trouve son équivalent dans des Hadîths :
- « Aucun d'entre vous ne croit vraiment tant qu'il n'aime pas pour son frère ce qu'il aime pour lui-même. », Hadîth 13 de al-Nawawi - Mahomet (570 - 632).
- D'après Abou Al Mountafiq (qu'Allah l'agrée) : « (…) J'ai dit : Ô Messager d'Allah ! Informe-moi de ce qui va m'éloigner du châtiment d'Allah et qui va me faire rentrer dans le paradis ? Le Prophète (que la prière d'Allah et Son salut soient sur lui) m'a dit : « Tu adores Allah et tu ne lui associes rien, tu accomplis la prière obligatoire, tu t'acquittes de l'aumône obligatoire, tu jeûnes le Ramadan, tu fais le hajj et la 'omra et regarde ce que tu aimes que les gens fassent avec toi et tu le fais pour eux et ce que tu détestes que les gens te fassent tu ne leur fais pas ». (Rapporté par Al Dawlabi et Silsila Sahiha no 3508, tronqué)

Selon le commentaire du muhaddith  (collecteur de traditions attribuées au prophète de l'islam) chafi'ite, An-Nawawi et dans l'esprit d'un autre propos attribué à Ali ibn Abi Taleb, quatrième calife de l'islam : « Respecte l'être humain, car s'il n'est pas ton frère dans la religion, il est ton frère dans l'humanité. »
En ce qui concerne le Coran, cependant, cette règle n'est applicable qu'entre croyants, car le Coran précise parmi de nombreux passages similaires : « Mohamed est le Messager de Dieu et ceux qui sont avec lui sont fermes envers les mécréants, miséricordieux entre eux. » (Coran, 48:29). 
Toutefois, on trouve aussi des passages qui vont dans le sens d'une bienveillance envers les non-musulmans : « Il se peut qu'Allah établisse de l'amitié entre vous et ceux d'entre eux dont vous avez été les ennemis. Et Allah est Omnipotent et Allah est Pardonneur et Très Miséricordieux. Allah ne vous défend pas d'être bienfaisants et équitables envers ceux qui ne vous ont pas combattus pour la religion et ne vous ont pas chassés de vos demeures. Car Allah aime les équitables. Allah vous défend seulement de prendre pour alliés ceux qui vous ont combattus pour la religion, chassés de vos demeures et ont aidé à votre expulsion. »  (Coran 60.7-9).
Ou encore : « Le bien et le mal ne sont pas équivalents. Repousse donc le mal par le bien jusqu'à ce que ton ennemi devienne un ami chaleureux. » (Coran 41.34).

### Autres racines religieuses et philosophiques
Les philosophies et religions de l'Histoire ont contribué depuis longtemps à la réflexion et à la formulation de concepts proposant une approche de l'éthique de réciprocité selon différentes approches :
- Bouddhisme : « Ne blesse pas les autres de manière que tu trouverais toi-même blessante. » – Udana-Varga 5:18 (environ 500 av. J.-C.) ;
- Confucianisme : « Ce que tu ne souhaites pas pour toi, ne l'étends pas aux autres. » (己所不欲勿施于人) – Confucius (environ 551 - 479 av. J.-C.) ;
- Hindouisme : « Ceci est la somme du devoir ; ne fais pas aux autres ce que tu ne voudrais pas qu'ils te fassent. » – Mahabharata (5:15:17) (environ 500 av. J.-C.) ;
- Humanisme : D'après Greg M. Epstein (en), chapelain humaniste séculier à l'Université Harvard, « Ne faites pas aux autres… est un concept qu'essentiellement aucune religion ne rate entièrement. Mais aucune de ces versions de la règle d'or n'a besoin d'un Dieu »[11].
- Jaïnisme : « Rien qui respire, qui existe, qui vit, ou qui a l'essence ou le potentiel de la vie ne devrait être détruit ou dirigé, ou subjugué, ou blessé, ou dénié son essence ou son potentiel. Pour renforcer cette vérité, je vous pose une question : est-ce que le désespoir ou la douleur sont quelque chose de désirable pour vous ? Si vous répondez oui, ce serait un mensonge. Si vous répondez non, vous exprimez la vérité. Juste comme le désespoir et la douleur ne sont pas désirables pour vous, il en est de même pour tout ce qui respire, ou existe, vit ou a l'essence de la vie. Pour vous et pour tous, ceci n'est pas désirable, et douloureux, et répugnant. »[12] ;
- Philosophie en Grèce antique : « Ne fais pas à ton voisin ce que tu prendrais mal de lui » – Pittacos de Mytilène[13] (640 - 568 av. J.-C.) et « Évite de faire ce que tu blâmerais les autres de faire » – Thalès[14] (624 - 546 av. J.-C.)
- Taoïsme : « Regarde le gain de ton voisin comme ton propre gain, et la perte de ton voisin comme ta propre perte » T'ai Shang Kan Ying P'ien, « Le sage n'a pas d'intérêt propre mais prend les intérêts de son peuple comme les siens. Il est bon avec le bon ; il est également bon avec le méchant, car la vertu est bonne. Il est croyant avec le croyant ; il est aussi croyant avec l'incroyant, car la vertu est croyante. » – Dao de jing (environ Années 600 av. J.-C.), Chapitre 49 ;
- Zoroastrisme : « La nature est bonne seulement quand elle ne fait pas aux autres quoi que ce soit qui n'est pas bon pour soi-même. » – Dadistan-i-Dinik 94:5 (environ Années 700 av. J.-C.).

## La règle d'or en philosophie moderne

### L'empathie
L'expression « Golden Rule » (Règle d'or) est formulée au XVIIe siècle en Angleterre :
En 1615, par Thomas Jackson (en), théologien et prédicateur anglican.
En 1671, lorsqu'un ouvrage est pour la première fois consacré entièrement à ce thème, sous la plume de Benjamin Camfield.
Hans Reiner (de) (1896-1991), philosophe allemand, propose de distinguer différentes formulations de la Règle d'or :
- la règle d'empathie qui part de nos désirs ou de nos craintes : « Ce que tu redoutes ne le fais pas à autrui ; ce que tu désires qu'il te soit fait, fais-le toi-même pour les autres » ;
- la règle d'équité qui part de nos jugements de valeur : « Ce que tu reproches à autrui, ne le fais pas toi-même ; comme tu juges qu'autrui devrait agir à ton égard, agis toi-même vis-à-vis de lui ».

L'interprétation du terme s'enrichit :
- Cette éthique n'a aucun sens si elle est prise sans empathie, c'est-à-dire sans prendre en compte les besoins et les sentiments de l'autre personne. Une autre façon de l'exprimer serait : « Traite les autres comme tu voudrais être traité si tu étais à leur place. ». C'est pourquoi certains l'appellent plutôt « l'éthique de réversibilité » ;
- Ce n'est donc pas une règle pour imposer un système de pensée particulier, ce qui serait une action non éthique. Elle implique la tolérance et l'universalisme (une application de cette règle à tous les hommes et pas seulement au groupe dont on fait partie, l'ingroup).

La « Golden Rule » est utilisée comme un slogan anti-esclavagiste par les quakers, lorsqu'ils découvrent le sort des Noirs en Amérique. Cela explique peut-être son succès ultérieur aux États-Unis où elle donne lieu à une abondante littérature, y compris dans le domaine du management (Arthur Nash, J.C. Penney) et même de la politique [voir les discours présidentiels de John Fitzgerald Kennedy contre la ségrégation raciale (1963) et de Barack Obama au Caire (juin 2009) ou à Oslo (décembre 2009)].

### Approche philosophique
Dans les années 1970, le philosophe américain Thomas Nagel propose de penser l'altruisme de façon objective, sur la base d'une éthique de la réciprocité : la formulation « ce que tu ne veux pas qu'on te fasse, ne le fais pas à autrui » semble restreindre le champ de l'éthique à une considération de prudence : « Si je veux éviter représailles et sentiment de culpabilité, il vaut mieux que j'évite de faire subir à autrui des comportements dont je ne souhaiterais pas moi-même être la victime. » Nagel ajoute : « Au lieu de mettre autrui à notre place en lui prêtant nos sentiments, il s'agit bien pour nous de nous mettre à sa place en appliquant la règle de réciprocité. […] Autrement dit, quand nous compatissons aux malheurs d'autrui, nous prêtons à ce dernier notre capacité de sentir. Quand nous jugeons en termes de réciprocité, nous jugeons nos actions comme autrui le ferait. » Ainsi, l'égoïste est « celui qui reformule toutes les maximes de ses actions à la première personne du singulier. » L'altruiste, « à l'inverse reformule toutes ses actions à la troisième personne du singulier. »

### Limites de la règle d'or
Dans son roman La Voix du maître, l'écrivain Stanislas Lem souligne cependant une limite inhérente à la règle d'or qui est la définition, nécessairement arbitraire, des « autres », par la façon dont on place ce qu'il nomme la barre de solidarité. Ainsi, le nationalisme pourrait-il se réclamer de la règle d'or en ce qui concerne les seuls ressortissants d'une nation. L'esprit de corps la limite même à son seul groupe. Et prendrait-on en compte toute l'espèce humaine qu'il importerait de définir à quelles autres espèces nous décidons qu'il est immoral de faire ce que nous n'accepterions pas qu'on nous fît.

### Règle d'or et théorie des jeux
Le serious game The Evolution of Trust s'inspire de la théorie des jeux et du dilemme du prisonnier pour mettre en scène les conditions de la confiance dans l'interaction avec différents personnages obéissant à des comportements particuliers, et qui réagissent également aux actions du joueur.  Il propose une réflexion sur l'éthique de réciprocité ou règle d'or,.